# 4047 Chang'E
4047 Chang'E је астероид главног астероидног појаса са средњом удаљеношћу од Сунца која износи 2,617 астрономских јединица (АЈ).
Апсолутна магнитуда астероида је 13,1.